# Audi Allroad Quattro
L'Audi Allroad Quattro appartient à une gamme restreinte de grands breaks tout-chemin à transmission intégrale, parmi lesquels on compte les Volvo XC70 Cross Country, Subaru Outback , Peugeot 508 RXH.
Le premier modèle désigné  Allroad Quattro, sorti en 2000, est une Audi A6 Avant (break) surélevée, dotée du système Quattro de série, d'une suspension pneumatique, ainsi que de pare-chocs et bas de caisses spécifiques, permettant une utilisation hors route.
En 2012, la nouvelle version de l'A6 Allroad Quattro est présentée, avec les mêmes spécificités que les A6 Allroad précédentes.
L'Audi Allroad est avant tout une grande routière avec une tenue de route remarquable, offrant en outre la possibilité de s'aventurer dans les chemins. La suspension pneumatique active permet de désactiver le mode automatique et de régler la garde au sol, mais celle-ci, plus faible que sur les véhicules de franchissement, limite les capacités en hors-piste.

## allroad quattro (C5, 1999-2005)
La production de l'allroad quattro a commencé fin 1999. Il a été présenté pour la première fois au public au Salon international de l'automobile de Genève en 2000. Il est arrivé sur le marché au printemps 2000 en tant que dérivé de l'A6 de l'époque, initialement avec le moteur essence V6 de 2,7 litres et le moteur diesel V6 TDI de 2,5 litres plus puissant.
Cette première génération propose un dessin inédit. L'Allroad Quattro est équipée d'attributs spécifiques tels que les protections latérales (en aluminium en option) et la suspension pneumatique adaptative. Cette génération est aussi équipée, en option, d'une boîte courte ou "low range" qui offre une motricité exceptionnelle sur les routes de montagne enneigées et en tout-terrain.
L'apparence de l'allroad quattro a été revue mi-2002 et adaptée à celle de l'A6 de l'époque. Dès lors, le moteur essence V8 de 4,2 litres était également disponible, suivi un an plus tard par un moteur diesel V6 TDI de 2,5 litres moins puissant, qui n'était disponible qu'avec une boîte de vitesses manuelle.
La production de l'allroad quattro a pris fin à l'été 2005.

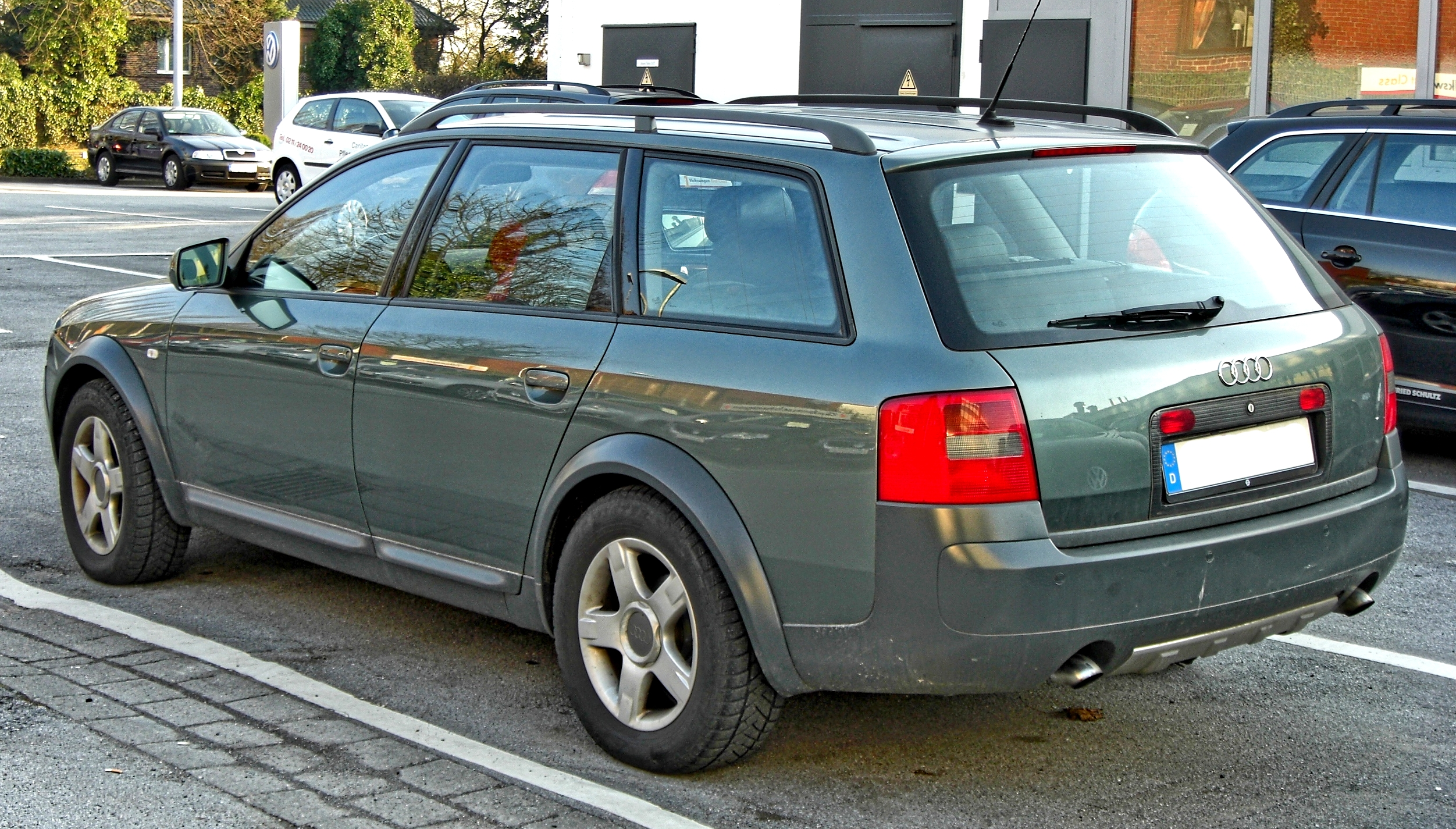
Vue arrière
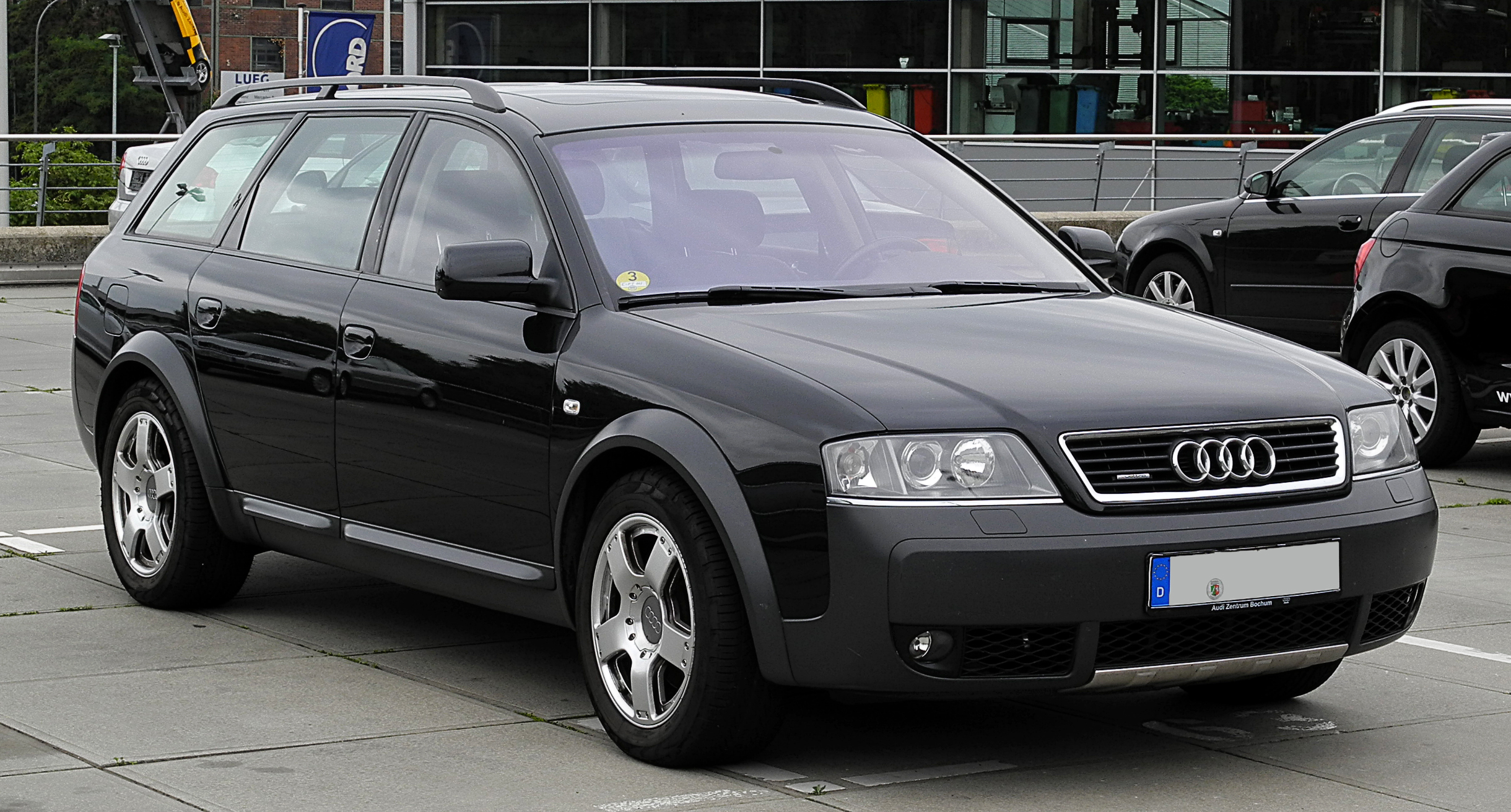
Audi allroad quattro (2002–2005)
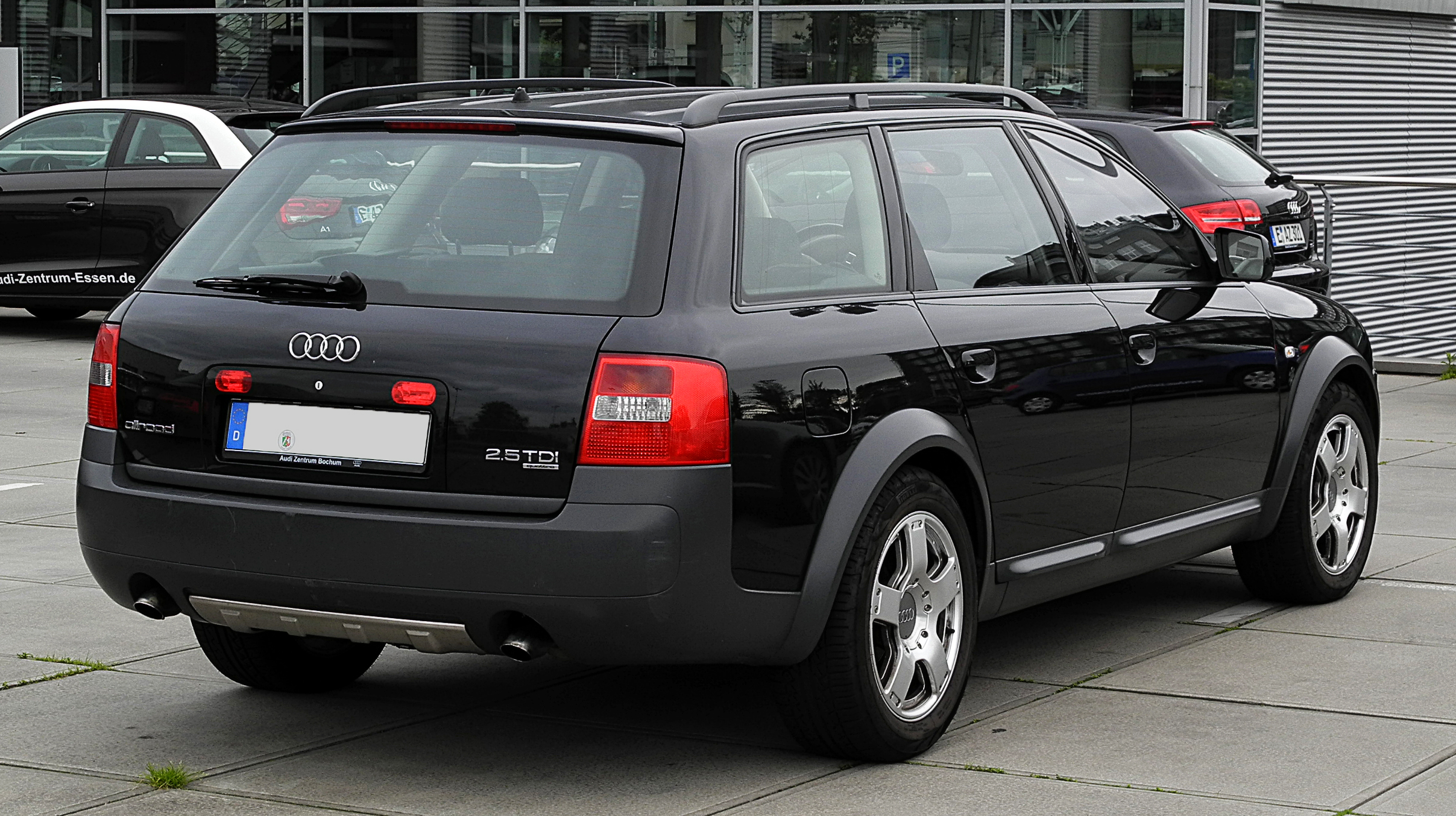
Vue arrière

## A6 allroad quattro (C6, 2006-2011)
Malgré la faiblesse des ventes de la première génération, Audi a choisi de poursuivre l'aventure en mai 2006 avec la présentation et la commercialisation, deux ans après l'A6 renouvelée, de l'Audi Allroad II, désormais appelé Audi A6 allroad quattro. La première publique a officiellement eu lieu au Salon de l'automobile de Genève 2006. Cette nouvelle version est maintenant dotée de moteurs plus puissants plus à même de déplacer les 1 800 kg du véhicule :
- TDI de 2,7 L : Cylindrée de 2,7 litres, 132 kW (180 ch), moteur diesel V6 turbocompressé avec injection directe à rampe commune
- TDI de 3,0 L : Cylindrée de 3,0 litres, 171 kW (233 ch), moteur diesel V6 turbocompressé avec injection directe à rampe commune
- FSI de 3,2 L : Cylindrée de 3,2 litres, 188 kW (255 ch), moteur essence V6 à injection directe
- FSI de 4,2 L : Cylindrée de 4,2 litres, 257 kW {350 ch), moteur essence V8 à injection directe

Plusieurs niveaux de finition sont disponibles : Ambiente, Ambition Luxe et Avus, le plus largement diffusé.

### Lifting
Dans la lignée du lifting de l'A6, l'allroad quattro a également été révisé fin 2008. En plus des retouches de conception, les moteurs ont également été revus et le nouveau moteur TFSI de 3.0 l a été ajouté à la gamme :
- TDI de 2,7 L : Cylindrée de 2,7 litres, 140 kW (190 ch), moteur diesel V6 turbocompressé avec injection directe à rampe commune
- TDI de 3,0 L : Cylindrée de 3,0 litres, 176 kW (240 ch), moteur diesel V6 turbocompressé avec injection directe à rampe commune
- TFSI de 3,0 L : Cylindrée de 3,0 litres, 213 kW (290 ch), moteur essence V6 avec suralimentation et injection directe
- FSI de 4,2 L : Cylindrée de 4,2 litres, 257 kW (350 ch), moteur essence V8 à injection directe

La production a pris fin à la fin de l'année 2011.

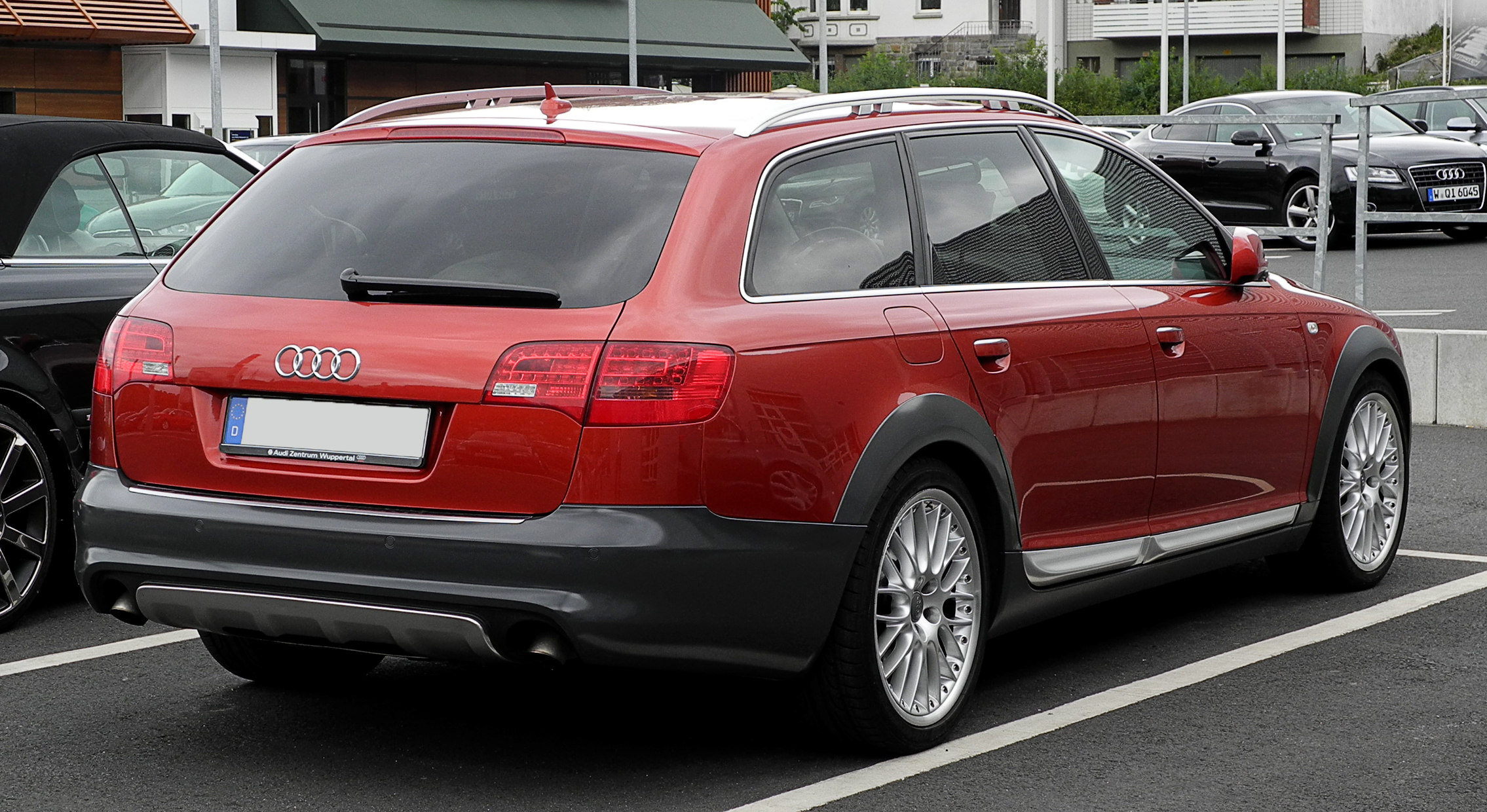
Vue arrière
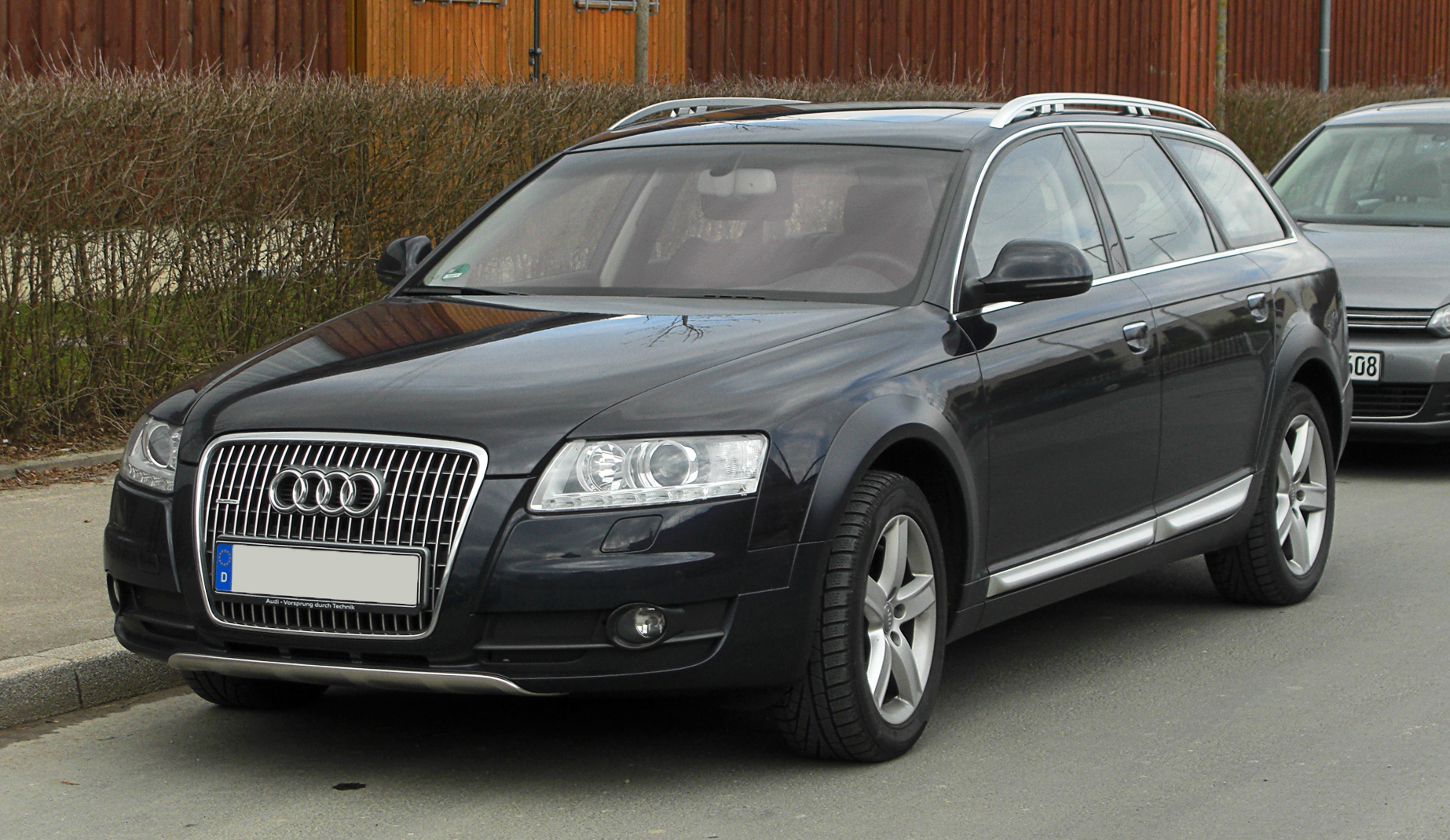
Audi A6 allroad quattro (2008–2011)
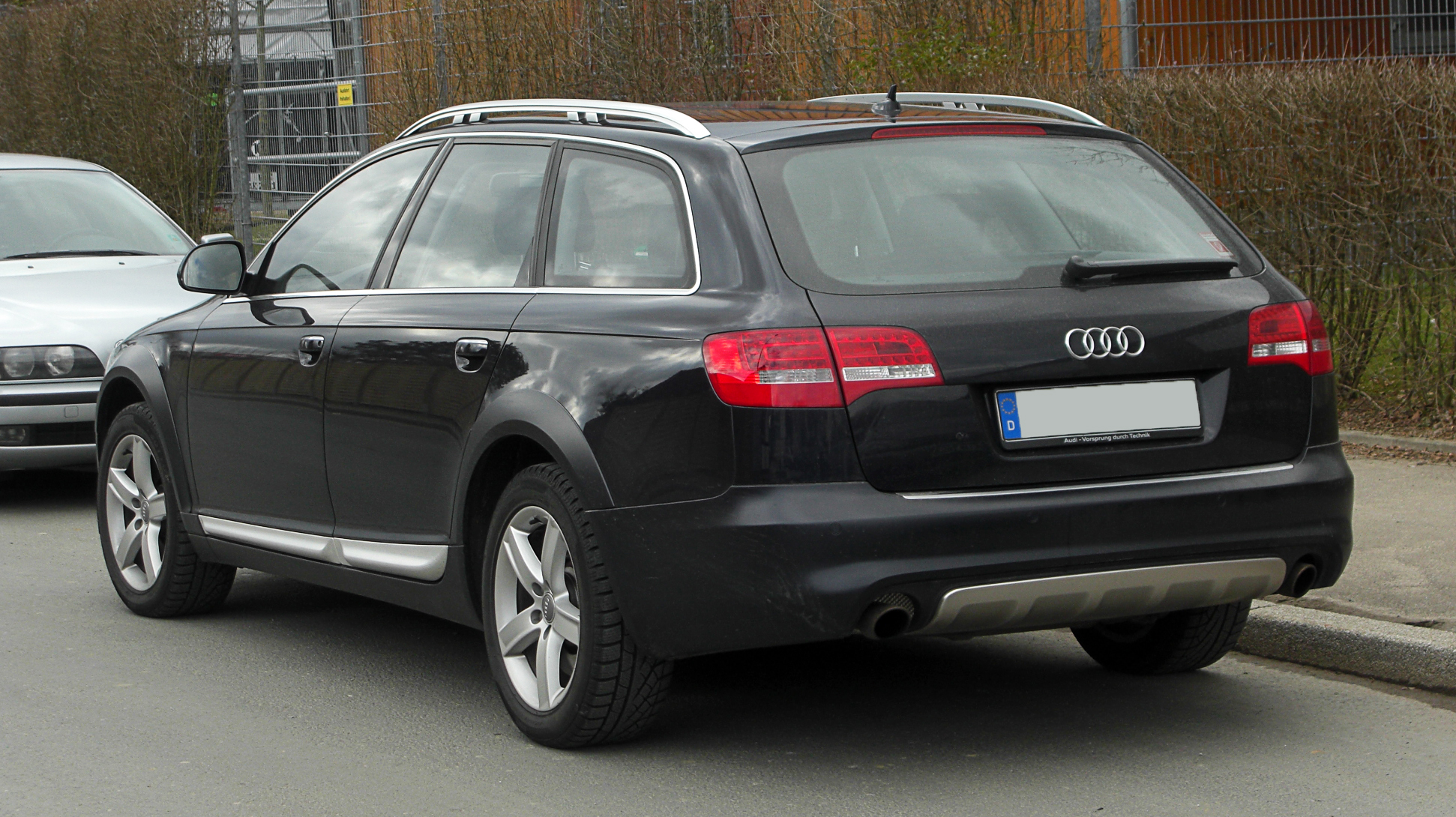
Vue arrière

## A6 allroad quattro (C7, 2012-2018)

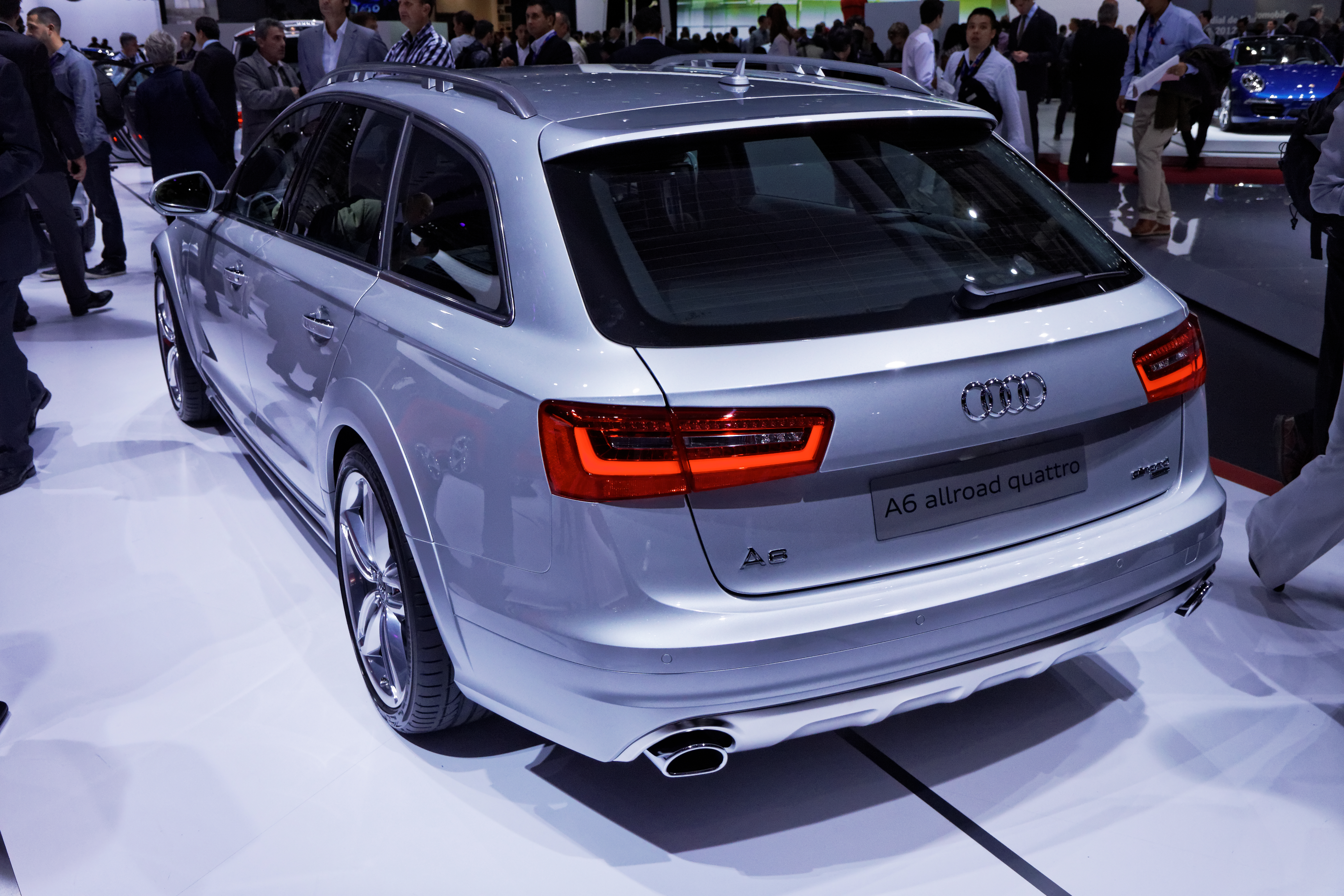
Vue arrière (2012–2014)

En janvier 2012, Audi a officiellement présenté pour la première fois la troisième génération de l'Audi A6 allroad quattro au Salon de l'automobile de Genève, comme pour les générations précédentes, de la même année. Il était disponible avec un moteur essence de 3,0 litres, en septembre 2014, les premiers modèles ont été remplacés par un lifting, ce véhicule répondant déjà à la norme d'émissions Euro 6. Cependant, la production a pris fin en avril 2016. Les trois moteurs diesel de 3,0 litres des premiers modèles ont également été révisés. Il existe maintenant quatre modèles de moteurs diesel de 3,0 litres, ils ont complètement remplacé les trois moteurs des premiers modèles. Les moteurs du lifting sont nettement plus économiques et répondent déjà à la norme antipollution Euro 6.
Elle reprend la plateforme de l'Audi A6 Avant IV avec le design spécifique Allroad. Cette nouvelle version est dotée des dernières technologies Audi d'aide à la conduite. De série, elle est dotée des suspensions pneumatiques réglables en hauteur avec une garde au sol surélevée, et du "contrôle de descente", qui maintient la vitesse du véhicule sur les pentes raides. Alors que la génération précédente avait abandonné le "low range", boîte courte appréciée des amateurs de routes de montagne enneigées, le nouveau système semble renouer avec l'image de "baroudeur" de l'Audi A6 Allroad Quattro. Disponible depuis mai 2012 à la vente, la nouvelle Audi A6 Allroad propose au lancement une panoplie de V6.

### Lifting
En octobre 2014, parallèlement à la gamme A6, l'allroad quattro a également fait peau neuve.
Cela se voit dans les phares modifiés, la calandre modifiée, les pare-chocs et seuils différents et les feux arrière modernisés.
De plus, presque toute la gamme de moteurs a été techniquement optimisée, grâce à des performances accrues mais toujours avec une faible consommation de carburant. Le seul moteur essence, le TFSI de 3.0 L, affiche désormais une puissance de 245 kW (333 ch) et les différentes versions du TDI de 3.0 L couvrent désormais une gamme allant de 140 kW (190 ch) à 235 kW (320 ch).

### Spécifications techniques
|                      | 3.0 TFSI              | 3.0 TDI               | 3.0 TDI                   | 3.0 BiTDI             |
| -------------------- | --------------------- | --------------------- | ------------------------- | --------------------- |
| Moteur               | V6 compressé          | V6 Turbocompressé     | V6 Turbocompressé         | V6 Biturbocompressé   |
| Cylindrée            | 2 995 cm3             | 2 967 cm3             | 2 967 cm3                 | 2 967 cm3             |
| Puissance            | 310 ch                | 204 ch                | 245 ch                    | 313 ch                |
| Couple               | 440 N m               | 450 N m               | 580 N m                   | 650 N m               |
| Accélération         | 0 à 100 km/h en 5.9 s | 0 à 100 km/h en 7.5 s | 0 à 100 km/h en 6.6-6.7 s | 0 à 100 km/h en 5.6 s |
| Transmission         | Intégrale Quattro     | Intégrale Quattro     | Intégrale Quattro         | Intégrale Quattro     |
| Consommation (mixte) | 8.9 ℓ/100 km          | 6.1 ℓ/100 km          | 6.3 ℓ/100 km              | 6.7 ℓ/100 km          |
| CO2                  | 206 g/km              | 159 g/km              | 165 g/km                  | 176 g/km              |
| Poids (DIN)          | 1 930 kg              | 1 930 kg              | 1 955 kg                  | 1 985 kg              |

## A6 allroad quattro (C8, depuis 2019)

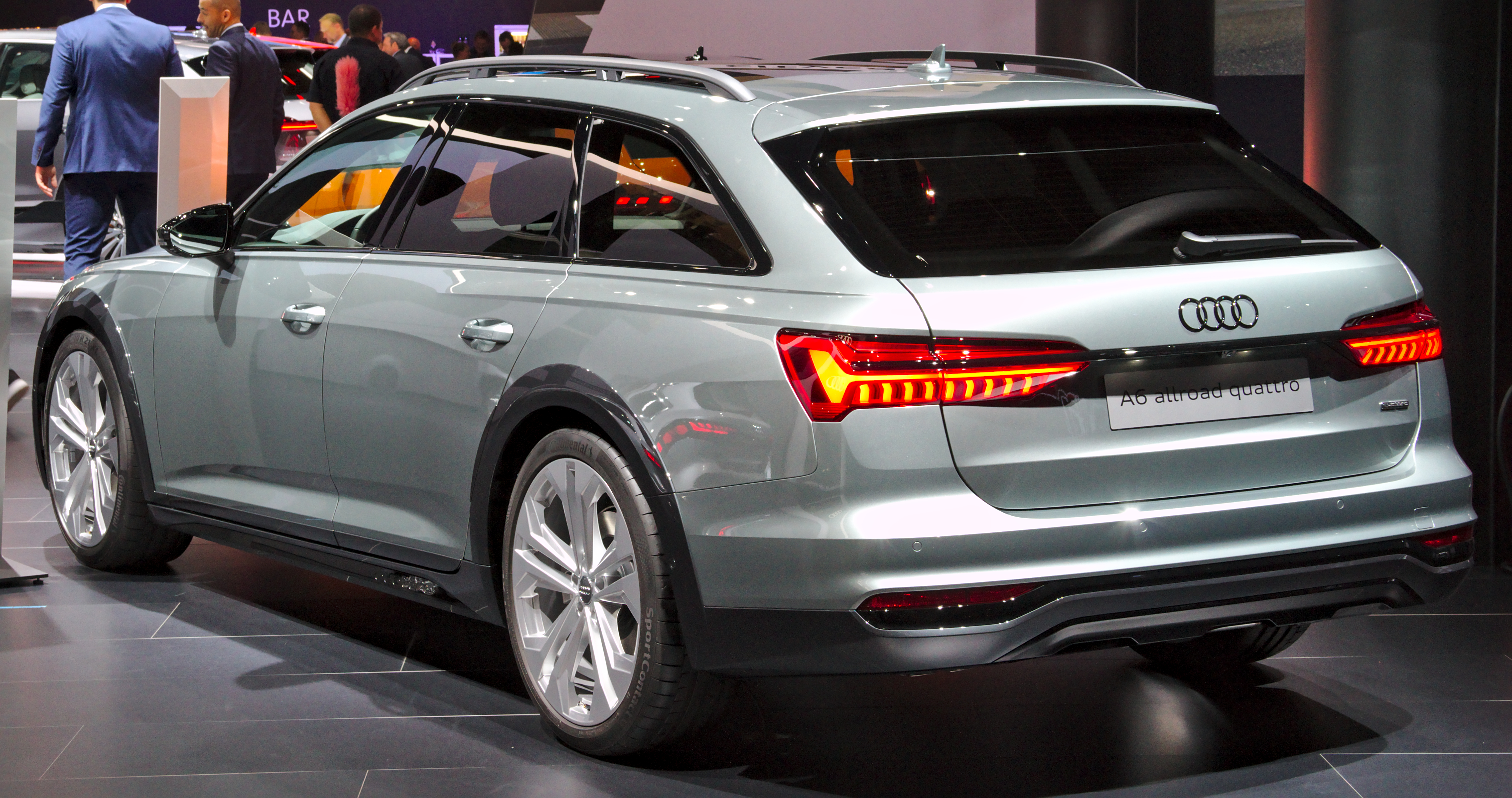
Vue arrière

L'Audi A6 Allroad de 4e génération est présentée début juin 2019 et il est basé sur l'A6 C8. Lors du lancement sur le marché, seul un moteur diesel V6 de trois litres était disponible en trois niveaux de puissance. Audi lance également le modèle spécial "20 years allroad" pour le lancement du modèle.

### Spécifications techniques
|                                                      | 3.0 TDI 231    | 3.0 TDI 286    | 3.0 TDI 349    |
| ---------------------------------------------------- | -------------- | -------------- | -------------- |
| Version                                              | 45 TDI         | 50 TDI         | 55 TDI         |
| Moteur                                               | V6             | V6             | V6             |
| Admission                                            | Turbocompressé | Turbocompressé | Turbocompressé |
| Cylindrée (cm³)                                      | 2 967          | 2 967          | 2 967          |
| Puissance maximale ch (kW)                           | 231 (170)      | 286 (210)      | 349 (257)      |
| Couple maximal (N m)                                 | 500            | 620            | 700            |
| Transmission                                         | Quattro        | Quattro        | Quattro        |
| Vitesse maxi (en km/h)                               | 250            | 250            | 250            |
| 0-100 km/h (en s)                                    |                |                |                |
| Consommation (en ℓ/100 km) urbain/extra-urbain/mixte |                |                |                |
| Émissions de CO2 (en g/km)                           |                |                |                |
| Norme euro                                           | Euro 6-d Temp  | Euro 6-d Temp  | Euro 6-d Temp  |
| Masse à vide (kg)                                    |                |                |                |